# Sophie Lamon
Sophie Lamon (Sion, 8 de febrero de 1985) es una deportista suiza que compitió en esgrima, especialista en la modalidad de espada.
Participó en dos Juegos Olímpicos de Verano, en los años 2000 y 2008, obteniendo una medalla de plata en Sídney 2000, en la prueba por equipos (junto con Gianna Hablützel-Bürki y Diana Romagnoli).
Ganó una medalla de plata en el Campeonato Mundial de Esgrima de 2001 y dos medallas en el Campeonato Europeo de Esgrima, oro en 2000 y bronce en 2009.

## Palmarés internacional
| Juegos Olímpicos   | Juegos Olímpicos   | Juegos Olímpicos  | Juegos Olímpicos   |
| Año                | Lugar              | Medalla           | Prueba             |
| ------------------ | ------------------ | ----------------- | ------------------ |
| 2000               | Sídney (Australia) | Medalla de plata  | Espada por equipos |
| Campeonato Mundial |                    |                   |                    |
| Año                | Lugar              | Medalla           | Prueba             |
| 2001               | Nimes (Francia)    | Medalla de plata  | Espada por equipos |
| Campeonato Europeo |                    |                   |                    |
| Año                | Lugar              | Medalla           | Prueba             |
| 2000               | Funchal (Portugal) | Medalla de oro    | Espada por equipos |
| 2009               | Plovdiv (Bulgaria) | Medalla de bronce | Espada por equipos |